# William Symington

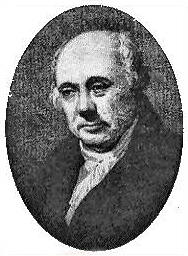
William Symington

William Symington (1763 w Leadhills – 1831 w Londynie) – brytyjski (szkocki) inżynier i wynalazca. W 1786 roku zbudował pojazd napędzany silnikiem parowym tłokowym własnej konstrukcji. W 1802 roku zastosował ten silnik do holownika, tworząc w ten sposób pierwszy praktyczny parowiec.